# Cala Moltó
Cala Moltó ist eine kleine Bucht im Nordosten der spanischen Baleareninsel Mallorca. Sie liegt bei Cala Rajada in der Gemeinde Capdepera.

## Lage und Beschreibung

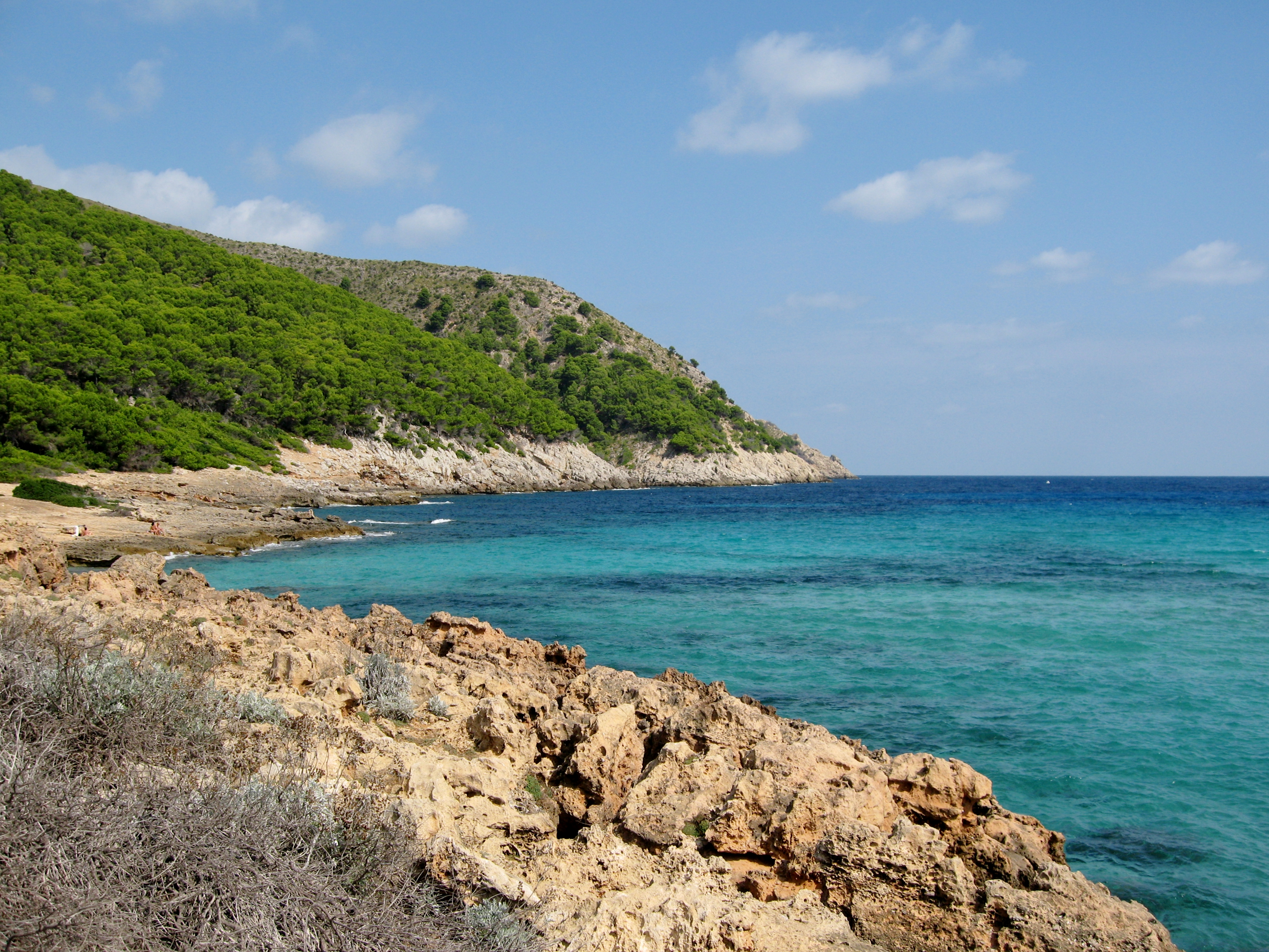
Westseite der Cala Moltó

Die schmale Halbinsel Agulla (kastilisch Es Guyó, von deutschen Touristen Krokodil genannt) trennt die Cala Moltó von der südlich angrenzenden größeren Cala Agulla ab. Am etwa 100 Meter langen felsigen Strand mit nur wenigen kleinen Sandflächen wird auch nackt gebadet. Er wird nicht durch Rettungsschwimmer überwacht. Die Bucht wird eingerahmt von Kiefernwäldern, Wacholder- und Mastixsträuchern des Naturschutzgebietes vom Typ ANAI (Àrea natural d’especial interès / Naturgebiet von besonderem Wert).
Durch die schweren Unwetter des Sturmtiefs Blas Anfang November 2021 wurde Sand in die Bucht gespült, so dass sich ein größerer Bereich in einen feinsandigen Strand verwandelt hat. Dieser verblieb dort 1½ Jahre und wurde im Sommer 2023 vom Meer wieder weggespült, so dass der vorhergehende Zustand wiederhergestellt wurde.

Sandstrand an der Cala Moltó (von 2021 bis 2023)

## Zugang
Von Capdepera oder Cala Rajada der Ausschilderung Richtung Cala Agulla folgen. Nach Fahrt durch einen Kiefernwald liegt links ein in der Saison bewachter und gebührenpflichtiger Parkplatz. Von dort den Weg Richtung Norden nehmen, dabei den Sandstrand der Cala Agulla rechtsseitig liegen lassen. Hinter einer Landzunge liegt die Cala Moltó mit dem Strand, der auch Platja de ses Cavasses genannt wird.